# Erwin Finlay-Freundlich
Erwin Finlay-Freundlich (Biebrich (Wiesbaden), 29 maggio 1885 – Wiesbaden, 24 luglio 1964) è stato un astronomo tedesco.

## Biografia
Dopo aver intrapreso studi di ingegneria navale a Stettino decise, a causa di problemi di salute, di dedicarsi a quelli di matematica, fisica e astronomia presso l’Università di Gottinga dove fu studente di Felix Klein  e ove conseguì il dottorato nel 1910. Sempre nel 1910 divenne assistente astronomo presso l’Osservatorio astronomico di Berlino ove, sollecitato da Einstein  che in quegli anni stava lavorando alla sua teoria della relatività generale, fece accurate misurazioni dell’orbita di Mercurio rilevando l’infondatezza della teoria newtoniana della gravitazione. 
Successivamente, sempre in contatto con Einstein, si interessò alla misura della deflessione della luce passante nelle vicinanze del sole postulate dalla teoria della relatività di Einstein, allora ancora imperfetta, organizzando a questo scopo una spedizione a Feodosia in Crimea in occasione dell’eclisse solare del 1914. Tuttavia, a causa dello scoppio della I guerra mondiale queste misurazioni non potettero essere effettuate e lo stesso Freundlich fu tenuto prigioniero per qualche tempo dai russi. Ritornato a Berlino continuò la sua collaborazione con Einstein e nel 1916 pubblicò un testo in cui affermava, tra l'altro, che opportune e corrette osservazioni astronomiche avrebbero potuto convalidare la teoria della relatività generale. 
Dopo la fine della I Guerra mondiale contribuì alla realizzazione dell’Osservatorio Astrofisico  a Postdam dove fu osservatore e  docente di astrofisica. Dopo l'ascesa al potere di Hitler, avendo ascendenti ebrei ed avendo sposato nel 1913 una ebrea, fu costretto a dimettersi dai suoi incarichi e a trasferirsi in Turchia dove insegnò presso l'Università di Istanbul, dove fu artefice della costruzione dell'osservatorio universitario. Nel 1937 si trasferì a Praga ove fu docente presso l’Università Carolina ed ove rimase sino all’annessione di quei territori alla Germania nazista. Costretto a fuggire in Olanda fu assunto, su sollecitazione di Arthur Eddington, dalla Università di St. Andrews in Scozia per creare in dipartimento di astronomia e organizzare la costruzione di un osservatorio astronomico. Qui fu docente sino al 1955 anno del suo pensionamento. Nel 1957 fece ritorno in Germania dove  fu nominato professore emerito presso l’Università di Magonza.

## Pubblicazioni
- Die Grundlagen der Einsteinschen Gravitationstheorie. Mit e. Vorw. von Albert Einstein. - Berlin : Springer, 1916. - 64 S. ; 8
- Über die Rotverschiebung der Spektrallinien with Max Born (1953)
- Theoretische Bemerkungen zu Freundlichs Formel für die stellare Rotverschiebung (1953)

## Riconoscimenti
Dal 1941 fu Fellow della Royal Society di Edimburgo
A Erwin Finlay-Freundlich la UAI ha intitolato il cratere lunare Freundlich .